# 金正国
金正国（1912年3月1日—1938年5月），原名金相周，别名金相奎、金振国，朝鲜族，东北抗日联军第十一军政治部主任:370:348，2015年8月入选著名抗日英烈、英雄群体名录。

## 早年
1912年3月1日，金正国出生于日占朝鲜庆尚北道醴泉郡虎鸣面山合洞，1916年随家人迁往奉天省宽甸县，几度搬迁后定居于黑龙江省汤原县古城岗。:348-349:182
1928年，金正国受崔庸健影响开始投身抗日革命运动，1930年加入中国共产党，1932年成为汤原县委秘书。1933年末，他在汤原县委的领导下，参与组建立了汤原抗日游击队。1934年冬，汤原抗日游击队扩编为汤原反日游击总队，金正国任政治指导员。:183

## 独立师政治部主任
1935年，中共汤原县委应“明山”队队长祁致中的请求，派金正国和其他两人到这个自发抗日队伍做政治工作。明山队由日本金矿造反采金工人构成，金正国任明山队任政治指导员。他帮助祁致中将这支东北山林义勇军队伍改造成为松花江下游中共领导的抗日武装力量。1936年5月，明山队在中共勃利县委协助下，在依兰县收编了几只山林抗日队伍，后改编为东北抗日联军独立师。金正国任独立师第一旅政治部主任，后任师政治部主任。:371-372:354-355
1936年秋，金正国与旅长张治国率部一百余人在依兰县与日伪军大排队二百余人相遇，激战。深夜，金正国率部突袭伪军营地，并组织宣传队开展政治攻势。走投无路的大排队副队长宴国华带领部下纷纷投降，大排队队长江静波企图越墙逃跑，被击毙。此次战斗，独立师消灭伪军二十余人，俘虏一百七十余人，并缴获二百件枪支和大量弹药。:173-174:190

## 抗联第十一军政治部主任
1937年，独立师与其它在松花江下游左岸活动的东北抗日联军第三、五、八军联合成立“依东办事处”，抗联第五军政治部主任宋一夫任处长，金正国任副处长。金正国负责领导办事处的日常工作。同年夏，金正国根据得来的情报，率部在桦川县孟家岗后背长石砬子山脚伏击伪军押送黄金的车队，击毙伪军参谋长和士兵十余人，缴获黄金数百两和百余支步枪。同年8月21日，金正国率部在孟家岗将日骑兵黑石部队七百余人引诱至抗联埋伏地五道岗大道。事先埋伏好的抗联五军三师八、九两团对黑石部队发起猛烈攻势，击毙日军三百余人，缴获二百余支步枪和十挺轻机枪。:372-373
1937年11月，独立师兵力增至一千五百余人，改编成为东北抗日联军第十一军。祁致中任军长，金正国任政治部主任兼第一旅政治部主任。十一军的活动区域扩大到依兰、桦南、勃利、汤原、宝清、富锦等地。1937年12月，金正国设计处死了混入十一军的关东军司令部特务，三江省协和会特别工作部部长金东汉。1938年春季，东北武装抗日斗争进入最艰难时刻。抗联十一军也遭到日伪军和日军骑兵空前规模的“围剿”，伤亡惨重。同年5月上旬，金正国在富锦县李家粉房（今桦川县永贵屯）被叛徒杀害。:186:174-175